# 극단주의

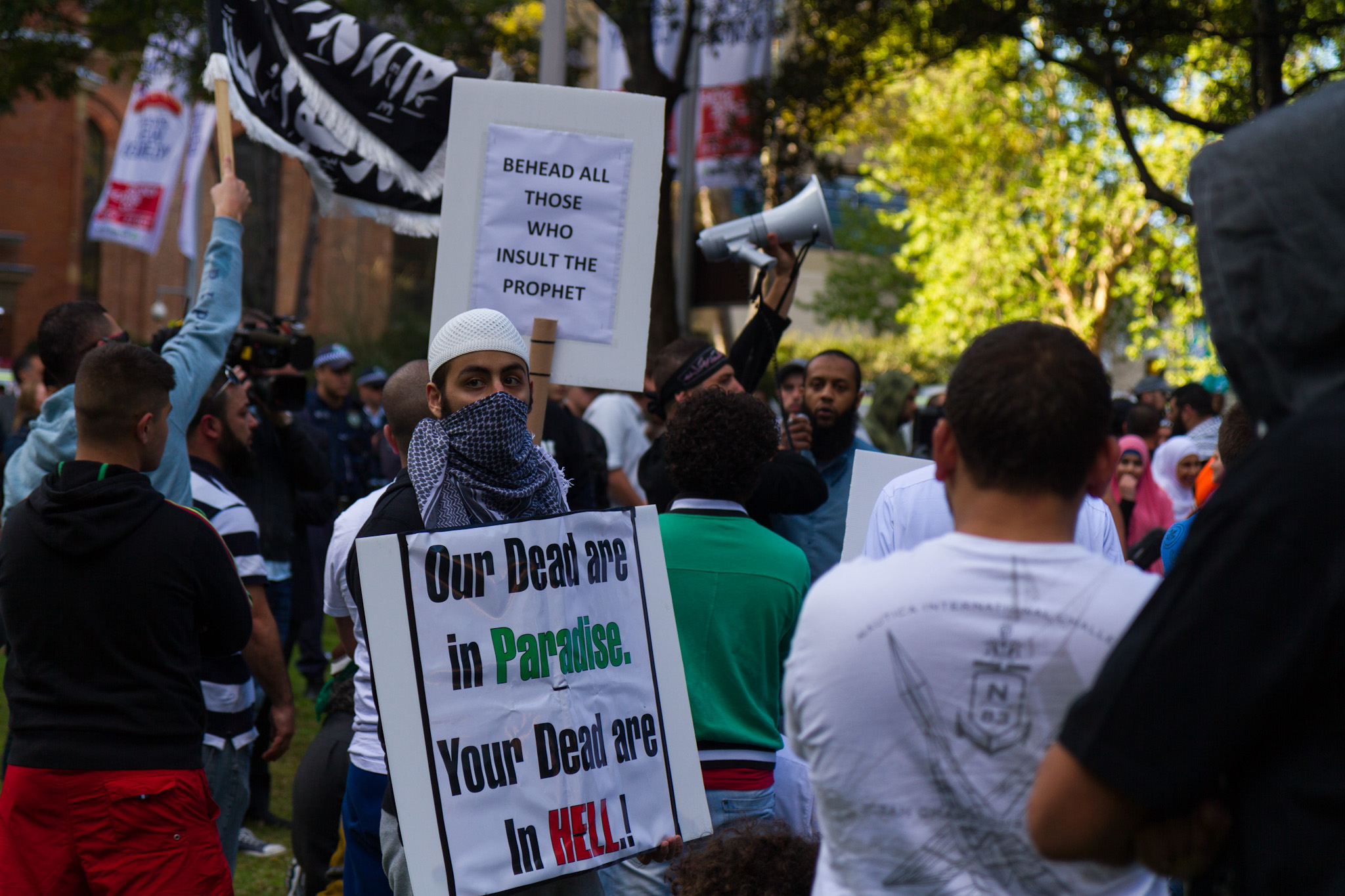

극단주의(영어: Extremism)은 주로 정치에서, 이데올로기나 행동의 경향이 극단적으로 치우친 상태, 곧 사회의 평균적 통념에서 심하게 먼 상태를 말한다. 극단주의는 사회의 모든 분야에서 발견된다.
한편 급진주의는 이념의 극단성과는 별개로 그 실행이 격렬하고 급격하여야 한다는 데 초점을 두기에, 극단주의와 공통점도 있으나 조금 다르게 쓰이는 말이다.

## 발생
다른 이들이 자기 생각에 동조한다는 사실을 알게 되는 경우 더 극단적으로 움직인다. 특히 소수의 믿음과 관점이 다수의 사람들에게로 확산되는 '사회적 폭포현상(social cascades)'은 극단주의를 부추기는 주요 원인이 된다. 특정 사상에 사로잡혀, 그것을 맹목적으로 따르거나, 자신이 실제로 아는 정보를 근거로 판단을 내리기 보다는 다른 사람들의 생각에 근거해 판단하기 때문이다.

## 목록
- 파시즘
- 나치즘
- 테러리즘

## 같이 보기
- 숙청
- 민족 청소
- 이슬람 극단주의
- 카하네주의
- 힌두트바
- 종교 박해
- 일본의 정치극단주의
- 근본주의
- 말굽 이론
- 테러리즘